# Liste der Mitglieder der National Academy of Sciences/1959
Im Jahr 1959 wählte die National Academy of Sciences der Vereinigten Staaten 34 Personen zu ihren Mitgliedern.

## Neugewählte Mitglieder
- Philip H. Abelson (1913–2004)
- Wiktor Hambardsumjan (1908–1996)
- Walker Bleakney (1901–1992)
- David Bonner (1916–1964)
- Tom Bonner (1910–1961)
- Walter H. Brattain (1902–1987)
- Leo Brewer (1919–2005)
- Frank Brink, Jr. (1910–2007)
- Edward Bullard (1907–1980)
- Jens C. Clausen (1891–1969)
- Samuel Eilenberg (1913–1998)
- John D. Ferry (1912–2002)
- Kurt Otto Friedrichs (1901–1982)
- H. Bentley Glass (1906–2005)
- Max Hartmann (1876–1962)
- Melville Herskovits (1895–1963)
- William V. Hodge (1903–1975)
- Herman M. Kalckar (1908–1991)
- Konrad B. Krauskopf (1910–2003)
- I. Michael Lerner (1910–1977)
- Rudolph Minkowski (1895–1976)
- Harry Olson (1901–1982)
- Carl Pfaffmann (1913–1994)
- Richard Joel Russell (1895–1971)
- John A. Simpson (1916–2000)
- D. Stanley Tarbell (1913–1999)
- Henry Taube (1915–2005)
- James A. Van Allen (1914–2006)
- Cecil J. Watson (1901–1983)
- Gregor Wentzel (1898–1978)
- Fred L. Whipple (1906–2004)
- William Barry Wood (1910–1971)
- Clarence Zener (1905–1993)
- Raymond E. Zirkle (1902–1988)